# 予南作戦
予南作戦（よなんさくせん）とは、日中戦争（支那事変）中の1941年1月20日から2月12日までの間、河南省南部で行われた日本軍の作戦である。湯恩伯将軍の指揮する中国軍部隊が接近したため、日本の第11軍がこれに先制攻撃をかけて撃破しようとした。作戦の秘匿名称は和号作戦。この戦闘の中国側の呼称は豫南会戦。

## 背景
1941年（昭和16年）1月2日、10月中旬から所在のつかめなかった湯恩伯軍（第31集団軍）が遂平・項城付近一帯にいることが判明した。この湯恩伯軍は、以前から江北（長江北岸）の戦線で日本軍と戦闘を交え、前年の宜昌攻略後も日本軍と第一線で対峙していたため、第11軍の宿敵とも呼べる存在であった。日本軍の判断では、湯恩伯軍は安徽省南部の新四軍討伐を企図して東進したが、給養のためにしばらくは現在地に留まるとみられた。早速第11軍では、この好機を利用し湯恩伯軍に対して決戦を求める作戦が立てられた。

## 交戦兵力

### 日本軍
- 第11軍 - 軍司令官：園部和一郎 （軍司令部：漢口）
  - 第3師団 - 師団長：豊嶋房太郎　（2個歩兵大隊などを配属。）
  - 第17師団 - 師団長：平林盛人
  - 第40師団 - 師団長：天谷直次郎　（4個歩兵大隊を配属。）
  - 戦車第7連隊、戦車第13連隊

### 中国軍
- 第5戦区 - 司令長官：李宗仁 （長官部：老河口）
  - 第31集団軍 - 総司令：湯恩伯
  - 第2集団軍 - 総司令：孫連仲

## 経過
第11軍は、この作戦を襄陽方面に対する攻勢と見せかけるために、まず1月20日当陽、荊門、安陸方面の各部隊（独立混成第18旅団、第39師団、第4師団）に陽動をかけさせた。
それから1月24日夜、第3師団に信陽北側の第68軍陣地（京漢線の西側）を急襲して一気に泌陽北方地区へ突破することを命じた。これは、湯恩伯軍主力を誘い出して、西への退路を遮断するためである。しかし第68軍は陣地で頑強に抵抗したため、第3師団はその突破に1日費やすことになった。
一方、25日朝から京漢線東側を第17師団、第40師団、戦車隊が京漢線に沿って北上を開始した。戦場一帯は冬季のため遮蔽物がない平原地帯で、中国軍は慣用している退避戦術に出たため、日本軍は26日追撃を開始した。各師団はそれぞれ中国軍を撃破しながら目標地点に進出し、湯恩伯軍を四散させた。
1月30日、第11軍は湯恩伯軍の撃破を達成したと判断したが、孫連仲軍（第2集団軍）が湯恩伯軍の救援のために襄陽方面から北上してきたため、第3師団に泌陽へ向かう準備を命じた。翌31日、保安鎮に集結している第3師団は、有線窃聴で中国軍が南陽を通信中枢としていること知ったため、第11軍司令部に南陽攻略の許可を求めた。軍司令部はこれを認可したので、第3師団は2月1日保安鎮を出発、第59軍の一部を撃破して4日南陽を攻略した。第17師団も第68軍の一部を撃破し、その後各部隊は反転して2月12日に作戦を終了した。
この間、北支那方面軍ではこの作戦に策応して、第35師団が騎兵第4旅団基幹の部隊で、1月26日から約20日間にわたり新黄河の線に中国軍を圧迫する作戦を行った。

## 結果
この作戦において交戦した中国軍兵力は約95,000、与えた損害は約16,000に達したとされ、対して日本軍の損害は軽微であった。また、日本軍は作戦間に軌条約6千本、穀類・綿花・皮革など約1万数千梱（約1,000トン）、屑鉄150トンなどを収集して、1月20日頃信陽付近に集積を完了させた。
支那派遣軍総司令部では、昭和16年度の作戦方針の中で「活発、短切なる作戦」という新構想を強調していた。予南作戦は、そのモデルケースとして総司令部から高く評価された。第11軍はこの方針を基づいて、麾下の各部隊に短切作戦の励行と、夏秋に予定されている大規模作戦（第一次長沙作戦）で最大威力を発揮するための教育訓練を指示した。第3師団長の豊嶋房太郎中将は、戦力の向上を目的とする訓練計画を立て、これが5月に訓練の目的を兼ねて実行される江北作戦となる。